# 에밀 기유맹
에밀 코리올란 이폴리트 기유맹(프랑스어: Émile Coriolan Hippolyte Guillemin, 1841년 10월 16일~1907년 12월 26일)은 프랑스 벨 에포크 시대의 조각가이다.
그는 주로 청동 조각 작업을 했다. 기유맹은 화가였던 그의 아버지 오귀스트 기유맹과 조각가 장 쥘 살름송에게 배웠다. 그는 1870년부터 1899년까지 파리 살롱에 작품을 전시했으며, 1897년에는 그곳에서 영예로운 가작상을 수상했다.
그의 1884년 청동 조각인 Femme Kabyle d'Algérie et Janissaire du Sultan Mahmoud II (알제리의 카빌족 여성과 술탄 마흐무드 2세의 예니체리)는 2008년 뉴욕 소더비 경매를 통해 개인 수집가에게 $1,202,500에 팔렸다.
그의 기마 조각 아랍 기병은 에밀 기유맹과 알프레드 바리에 양쪽에 서명되어 있다.
1870년, 파리의 살롱에서 로마 검투사 두 개의 플라스터 조각을 선보였으며, 이후 이 조각들은 국가에 의해 생제르맹앙레 샤또를 위해 브론즈로 제작되었다. 기유맹은 바르비엔느와 크리스토플 같은 주요 미술 출판사와 협력하였다.
에밀 코리올란 히폴리트 기유맹은 1870년 파리 살롱에서 데뷔하며 고대 로마 검투사 레테르와 미르밀롱을 전시했다. 기유맹은 인물 조각에 특화되어 있으며 중동과 그 지역의 이국적인 매력에서 많은 영감을 받았다. 특히 인도 사냥꾼, 터키 소녀, 일본 기생을 소재로 한 작품들은 1870년대 중반 이후 기유맹의 오리엔탈리즘 조각가로서의 명성을 확립하는 데 기여했다.

## 박물관
캐나다
- 몬트리올, 몬트리올 미술관 : 엘리에셀과 리브가[4].

미국
- 오캘라, 틀:Lien : 아랍 기병, 약 1900년, 브론즈, 알프레드 바리에와 협력[5].
- 스탠퍼드, 아이리스 & B. 제럴드 칸토르 미술관 : 나폴레옹, 브론즈 조각상[6].
- 그린빌, 밥 존스 대학교 : 리브가가 아브라함의 종에게 물을 주다, 약 1870-1895년, 브론즈 군상[7].

프랑스
- 파리 :
  - 루브르 박물관 : 무어 여인 한 쌍 (추정), 브론즈 조각상[8] ; 아랍 말.
  - 오르세 미술관 : 오로라, 1867년, 샤를-기욤 디엘이 만든 캐비닛 하단을 장식하는 금도금 브론즈 패널[9].